# کلیسای شاهی کروی
کلیسای شاهی کروی (به انگلیسی: Princely Abbey of Corvey) در کشور آلمان واقع شده‌است. کلیسای شاهی کروی از آثار فرهنگی میراث جهانی ثبت‌شده در این کشور است که در سال ۲۰۱۴ با شماره ثبت ۱۴۴۷ در فهرست میراث جهانی یونسکو به ثبت رسید.

## ثبت در یونسکو
سایت‌های میراث جهانی سازمان آموزشی، علمی و فرهنگی ملل متحد، یونسکو مکان‌هایی هستند که دارای اهمیت فرهنگی یا طبیعی هستند، همان‌طور که در پیمان‌نامه میراث جهانی یونسکو، که در سال ۱۹۷۲ تأسیس شده، شرح داده شده‌است. طبق کنوانسیون یونسکو هر اثری پس از ثبت توسط این کمیته باید از سوی کشور نگهدارنده اثر مورد توجه ویژه قرار گیرد و انجام هرگونه دخل و تصرف یا اقدامی که باعث به خطر افتادن آن شود، ممنوع است.
کلیسای شاهی کروی در ۳۸امین نشست کمیته میراث جهانی یونسکو در سال ۲۰۱۴ با معیارهای ii, iii, iv به عنوان یک اثر فرهنگی در فهرست میراث جهانی یونسکو در آلمان قرار گرفت.